# Kythera-Preis
Der  Kythera-Preis ist ein internationaler Kulturpreis, der seit 2002 jährlich von der Düsseldorfer Kythera-Kulturstiftung verliehen wird. Hauptzweck der 2001 von Gabriele Henkel gegründeten Stiftung ist die Vergabe dieser mit 25.000 Euro dotierten Auszeichnung. Mit ihr will die Stiftung Künstler würdigen, „die sich Verdienste um den Kulturaustausch zwischen Deutschland und den romanischen Ländern erworben haben“ (lt. Selbstdarstellung).

## Preisträger
- 2002 Klaus Wagenbach[1]
- 2003 Patrice Chéreau
- 2004 Claudio Abbado
- 2005 Renzo Piano[2]
- 2006 Sylvia Ferino[3]
- 2007 Claudio Magris[4]
- 2008 Volker Schlöndorff
- 2009 Luc Bondy[5]
- 2010 Franco Maria Ricci[6]
- 2011 Imi Knoebel[7]
- 2012 Michael Krüger[8]
- 2014 Yasmina Reza[9]
- 2015 Martin Meyer[10]
- 2016 Wolf Lepenies[11]
- 2017 Bénédicte Savoy
- 2018 Thomas Ostermeier[12]
- 2019 Letizia Battaglia
- 2020 Volker Reinhardt
- 2021 keine Vergabe zu ermitteln